# Aguaray (Argentina)
Aguaray é um município do extremo norte da Argentina. Localiza-se  no departamento General José de San Martín, província de Salta, na fronteira com a Bolívia, 